# Triatlon op de Olympische Zomerspelen 2024
Triatlon was een van de sporten die werden beoefend tijdens de Olympische Zomerspelen 2024 in Parijs. Het deelnemersveld bestond uit 110 atleten (55 per geslacht). De drie onderdelen van de triatlon vonden plaats van 30 juli tot en met 5 augustus rondom de Pont Alexandre III in het centrum van Parijs. Enkele dagen voor de start van de Triatlon was het nog onzeker of het zwemgedeelte in de Seine doorgang kon vinden vanwege zorgen over de kwaliteit van het rivierwater en de gezondheidsrisico's voor de atleten. Het onderdeel voor de mannen werd een dag uitgesteld en op 31 juli werd het Seinewater schoon genoeg bevonden om beide individuele onderdelen door te laten gaan.

## Kwalificatie
Voor zowel de mannen als de vrouwen zijn er 55 quotaplaatsen beschikbaar, waarbij elk Nationaal Olympisch Comité (NOC) maximaal drie atleten per evenement mag afvaardigen. Een quotaplaats wordt toegekend aan het NOC en niet aan de atleet. De kwalificatie voor mannen en vrouwen is gelijk. Frankrijk is als gastland verzekerd van twee quotaplaatsen per geslacht. Daarnaast kent de olympische tripartitecommissie twee plaatsen toe. De overige 51 plaatsen worden toegewezen op basis van de individuele olympische ranglijst (World Triathlon Individual Olympic Qualification Ranking, in de periode 27 mei 2022 - 27 mei 2024) en op basis van de prestaties tijdens verschillende kwalificatietoernooien.

## Competitieschema
Hieronder volgt het competitieschema van de triatlon op de Olympische Zomerspelen 2024.
| F | Finale |

| Datum →     | 30          | 31          | 1           | 2           | 3           | 4           | 5           |
| Onderdeel ↓ | 30          | 31          | 1           | 2           | 3           | 4           | 5           |
| Individueel | Individueel | Individueel | Individueel | Individueel | Individueel | Individueel | Individueel |
| ----------- | ----------- | ----------- | ----------- | ----------- | ----------- | ----------- | ----------- |
| Mannen      | F           |             |             |             |             |             |             |
| Vrouwen     |             | F           |             |             |             |             |             |
| Estafette   |             |             |             |             |             |             |             |
| Gemengd     |             |             |             |             |             |             | F           |

## Medailles

### Medaillewinnaars
| Onderdeel          | Goud | Goud                                                 | Zilver | Zilver                                               | Brons | Brons                                                   |
| ------------------ | ---- | ---------------------------------------------------- | ------ | ---------------------------------------------------- | ----- | ------------------------------------------------------- |
| Mannen             | GBR  | Alex Yee                                             | NZL    | Hayden Wilde                                         | FRA   | Léo Bergère                                             |
|                    |      |                                                      |        |                                                      |       |                                                         |
| Vrouwen            | FRA  | Cassandre Beaugrand                                  | SUI    | Julie Derron                                         | GBR   | Beth Potter                                             |
|                    |      |                                                      |        |                                                      |       |                                                         |
| Gemengde estafette | GER  | Tim Hellwig Lisa Tertsch Lasse Lührs Laura Lindemann | USA    | Seth Rider Taylor Spivey Morgan Pearson Taylor Knibb | GBR   | Alex Yee Georgia Taylor-Brown Sam Dickinson Beth Potter |

### Medaillespiegel
| Plaats | Land             | NOC    | Goud | Zilver | Brons | Totaal |
| ------ | ---------------- | ------ | ---- | ------ | ----- | ------ |
| 1      | Groot-Brittannië | GBR    | 1    | 0      | 2     | 3      |
| 2      | Frankrijk        | FRA    | 1    | 0      | 1     | 2      |
| 3      | Duitsland        | GER    | 1    | 0      | 0     | 1      |
| 4      | Nieuw-Zeeland    | NZL    | 0    | 1      | 0     | 1      |
| 4      | Zwitserland      | SUI    | 0    | 1      | 0     | 1      |
| 6      | Verenigde Staten | USA    | 0    | 1      | 0     | 1      |
| Totaal | Totaal           | Totaal | 3    | 3      | 3     | 9      |

Sydney 2000 · 
Athene 2004 · 
Peking 2008 · 
Londen 2012 · 
Rio de Janeiro 2016 · 
Tokio 2020 · 
Parijs 2024 · 
Los Angeles 2028
Medaillewinnaars
Atletiek · Badminton · Basketbal · Boksen · Boogschieten · Breaking · Gewichtheffen · Golf · Gymnastiek · Handbal · Hockey · Judo · Kanovaren · Klimsport · Moderne vijfkamp · Paardensport · Roeien · Rugby · Schermen · Schietsport · Schoonspringen · Skateboarden  · Surfen · Synchroonzwemmen · Taekwondo · Tafeltennis · Tennis · Triatlon · Voetbal · Volleybal · Waterpolo · Wielersport · Worstelen · Zeilen · Zwemmen